# (5769) Michard
(5769) Michard es un asteroide perteneciente al cinturón de asteroides descubierto el 6 de agosto de 1987 por el equipo del Centro de Investigaciones en Geodinámica y Astrometría desde el Sitio de Observación de Calern, Caussols, Francia.

## Designación y nombre
Designado provisionalmente como 1987 PL. Fue nombrado Michard en homenaje a Raymond Michard, administrador del Observatorio de la Costa Azul desde 1987 y ferviente defensor del CERGA Schmidt. Anteriormente había estudiado el Sol en Sacramento Peak y dirigió el Servicio Solaire en Meudon durante 1971-76. Más tarde estudió la morfología de las galaxias elípticas en Texas y en Niza, donde fue director en 1981.

## Características orbitales
Michard está situado a una distancia media del Sol de 2,996 ua, pudiendo alejarse hasta 3,271 ua y acercarse hasta 2,721 ua. Su excentricidad es 0,091 y la inclinación orbital 9,011 grados. Emplea 1894,79 días en completar una órbita alrededor del Sol.

## Características físicas
La magnitud absoluta de Michard es 12,4. Tiene 12,061 km de diámetro y su albedo se estima en 0,176. 